# Doc Savage
Doc Savage, vollständig Clark „Doc“ Savage Jr., ist der fiktive Held einer amerikanischen Abenteuer-Romanserie, die erstmals 1933 unter dem Titel „The Man of Bronze“ erschien.

## Entstehung
Nach der Entwicklung von Henry W. Ralston und der weiteren Bearbeitung durch Lester Dent wurde er zu einem Beinahe-Superman im Kampf gegen die Bösen der Welt. Die Romane wurden, unabhängig vom Autor einheitlich  unter dem Pseudonym Kenneth Robeson veröffentlicht. Dent, der die meisten der 190 Romane schrieb, beschrieb seinen Helden als Kreuzung zwischen Sherlock Holmes mit seinen deduktiven Fähigkeiten, Tarzan mit seinen überragenden physischen Talenten, Craig Kennedy mit seiner wissenschaftlichen Bildung und Abraham Lincoln mit seiner Christlichkeit. Doc Savage ist Arzt, Wissenschaftler, Abenteurer, Erfinder, Forscher und Musiker – also ein echter Universal-Held. Und wie Superman zieht auch er sich ab und zu in seine Festung in der Arktis zurück. Seinen Reichtum verdankt er einer Goldmine aus Zentralamerika, die die Eingeborenen seinem Vater überließen und die er von ihm erbte.
In den Romanen wird Doc Savage, der sein Hauptquartier im 86. Stock eines Wolkenkratzers in Manhattan hat, unterstützt von den „Berühmten Fünf“: Dem Rechtsanwalt und Brigadegeneral Theodore Marley „Ham“ Brooks und seinem Hausaffen „Chemistry“, dem Industriechemiker Lt. Col. Andrew Blodgett „Monk“ Mayfair und seinem Hausschwein „Habeas Corpus“, dem Ingenieur Col. John „Renny“ Renwick (ohne Haustier), dem Elektroingenieur Col. Thomas J. „Long Tom“ Roberts (ohne Haustier) und dem Archäologen und Geologen William Harper „Johnny“ Littlejohn (auch ohne Haustier). Ab und zu stößt auch Docs Cousine Pat zu der Truppe, doch er möchte sie lieber aus den gefährlichen Abenteuern heraushalten (was nicht immer gelingt).
„Doc Savage“ ist eine der wenigen Heftromanserien, denen es gelang, auch in Buchform wieder herausgegeben zu werden, zwischen 1960 und 1990 bei Bantam Books. In Deutschland erschienen die ersten Geschichten, stark gekürzt auf 59 Seiten, ab 1966 im Rahmen der Utopia Zukunftsromane. Ab 1972 gab der Pabel-Verlag die Romane als Taschenbücher heraus. Sie hielten sich an die Original-Texte der ursprünglichen Ausgaben des Bantam Verlags (jetzt Imprint von Penguin Random House) und brachten es auf insgesamt 89 Ausgaben.
Seit 2019 erscheint Doc Savage in loser Reihenfolge beim Münchener Apex Verlag wieder in deutscher Übersetzung.

## Veröffentlichungen
Außer als Roman wurden die Geschichten um Doc Savage 1934 und 1943 auch als Hörspiele umgesetzt.
1975 drehte Regisseur Michael Joseph Anderson den Film Doc Savage – Der Mann aus Bronze (Doc Savage: The Man of Bronze) mit Ex-Fernseh-Tarzan Ron Ely in der Hauptrolle. Es war die letzte Produktion des Produzenten George Pal. Der augenzwinkernde Einleitungsmarsch stammt von John Philip Sousa, die restliche Filmmusik schrieben Don Black und Frank De Vol.
Die Filmgesellschaft Warner Bros. hat sich 1999 vier Internet-Domainnamen in Bezug auf „Doc Savage“ registrieren lassen. Nachdem zuerst Chris Hemsworth für die Titelrolle im Gespräch war, hat Dwayne Johnson im Mai 2016 angekündigt, den Superhelden unter der Regie von Shane Black zu spielen. Der Drehbeginn wurde aufgrund von offenen Rechtsfragen mehrfach verschoben. Im Februar 2020 gab Sony Pictures Television bekannt, eine TV-Serie um den Bronzemann zu produzieren.
In den USA veröffentlichte der Verlag Street & Smith zwischen 1940 und 1949 die ersten Comicabenteuer um Doc Savage in einer eigen Serie und im Rahmen der The-Shadow-Hefte. Nachdem einige Geschichten bei Marvel-Comics (1972–1977) veröffentlicht wurden, erwarb DC Comics 1987 die Rechte an Doc Savage. Es folgten 1991 vier Ausgaben bei Millennium und 1995 sechs Ausgaben bei Dark Horse Comics.

## Bücher

### Originalserie
Die Reihenfolge bezieht sich auf die Original Ersterscheinungen bei Street & Smith.
- 1. The Man of Bronze. Street & Smith Publications, Inc. 1933, OCLC 4403409.
  - Doc Savage und der rote Tod. Utopia Zukunftsroman #494, 1966, Übersetzer Horst Mayer, DNB 458495891.
- 2. The Land of Terror. Street & Smith Publications, Inc. 1933, OCLC 4403411.
  - Land des Schreckens. Pabel Doc Savage Taschenbuch #12, 1973, Übersetzer Gert Königsberger, DNB 740302337.
- 3. Quest of the Spider. Street & Smith Publications, Inc. 1933, OCLC 8414380.
- 4. The Polar Treasure. Bantam Books 1933, OCLC 6797549.
  - Das Wrack im Eis. Pabel Doc Savage Taschenbuch #4, 1973, Übersetzer Fritz Moeglich, DNB 740074075.
- 5. Pirate of the Pacific. Street & Smith Publications, Inc. 1933, OCLC 6493657.
  - Pazifik-Piraten. Pabel Doc Savage Taschenbuch #39, 1975, Übersetzer H. C. Kurtz, DNB 760045003.
- 6. The Red Skull. Street & Smith Publications, Inc. 1933, OCLC 79426905.
  - Im Tal des roten Todes. Pabel Doc Savage Taschenbuch #17, 1974, Übersetzer Gert Königsberger, DNB 750564415.
- 7. The Lost Oasis. Street & Smith Publications, Inc. 1933, OCLC 2841103.
  - Oase der  Verlorenen. Pabel Doc Savage Taschenbuch #14, 1973, Übersetzer Gert Königsberger, DNB 740323903.
- 8. The Sargasso Ogre. Street & Smith Publications, Inc. 1933, OCLC 6797509.
  - Das Meer des Todes. Pabel Doc Savage Taschenbuch #15, 1974, Übersetzer Karl Heinz, DNB 740358227.
- 9. The Czar of Fear. Street & Smith Publications, Inc. 1933, OCLC 2222204.
  - Die Glocke des Grauens. Pabel Doc Savage Taschenbuch #7, 1973, Karl Heinz, DNB 740045024.
- 10. The Phantom City. Street & Smith Publications, Inc. 1933, OCLC 504322275.
  - Doc in der Falle. Pabel Doc Savage Taschenbuch #11, 1973, Übersetzer Karl Heinz, DNB 740247492.
- 11. Brand of the Werewolf. Street & Smith Publications, Inc. 1934, OCLC 4350072.
  - Im Zeichen des Werwolfes. Pabel Doc Savage Taschenbuch #5, 1973, Übersetzer Fritz Moeglich, DNB 730420795.
- 12. The Man Who Shook the Earth. Street & Smith Publications, Inc. 1934, OCLC 6506619.
- 13. Meteor Menance. Street & Smith Publications, Inc. 1934, OCLC 6955628.
  - Der blaue Meteor. Pabel Doc Savage Taschenbuch #3. 1973, Übersetzer Fritz Moeglich, DNB 730389995.
- 14. The Monsters. Street & Smith Publications, Inc. 1934, OCLC 6797554.
  - Die Monsterbande. Pabel Doc Savage Taschenbuch #22, 1974, Übersetzer Karl Heinz, DNB 740626345.
- 15. The Mystery on the Snow. Street & Smith Publications, Inc. 1934 OCLC 5537403.
  - Tod im ewigen Schnee. Pabel Doc Savage Taschenbuch #53, 1976, Übersetzer H. C. Kurtz, DNB 770117988.
- 16. The King Maker. Street & Smith Publications, Inc. 1936, OCLC 2237288.
  - Das unheimliche Königreich. Pabel Doc Savage Taschenbuch #62, 1977, Übersetzer Karl Heinz, DNB 770429335.
- 17. The Thousand-Headed Man. Street & Smith Publications, Inc. 1934, OCLC 6955871.
  - Doc Savage und die sonderbaren Schlüssel. Utopia Zukunftsroman #505, 1966, Übersetzer Horst Mayer, DNB 458496014.
- 18. The Squeaking Goblin. Street & Smith Publications, Inc. 1934, OCLC 6118776.
  - Der Mörder aus dem Jenseits. Pabel Doc Savage Taschenbuch #27, 1974, Übersetzer Gert Königsberger, DNB 750108924.
- 19. Fear Cay. Street & Smith Publications, Inc. 1934, OCLC 504322156.
  - Die Teufelsinsel. Pabel Doc Savage Taschenbuch #18, 1974, Übersetzer Karl Heinz, DNB 740471627.
- 20. Death in Silver. Street & Smith Publications, Inc. 1934, OCLC 6465274.
  - Der silberne Tod. Pabel Doc Savage Taschenbuch #13, 1973, Übersetzer Karl Heinz, DNB 740302663.
- 21. The Sea Magician. Street & Smith Publications, Inc. 1934, OCLC 6465481.
  - Der Gespensterkönig. Pabel Doc Savage Taschenbuch #36, 1975, Übersetzer H. C. Kurtz, DNB 750511915.
- 22. The Annihilst. Street & Smith Publications, Inc. 1934, OCLC 6506559.
  - Der Superkiller. Pabel Doc Savage Taschenbuch #24, 1974, Übersetzer Karl Heinz, DNB 740571893.
- 23. The Mystic Mullah. Street & Smith Publications, Inc. 1935, OCLC 504322269.
  - Der schreckliche Mullah. Pabel Doc Savage Taschenbuch #41, 1976, Übersetzer Karl Heinz, DNB 760093083.
- 24. Red Snow. Street & Smith Publications, Inc. 1935, OCLC 6465159.
  - Roter Schnee. Pabel Doc Savage Taschenbuch #31, 1975, Übersetzer Gert Königsberger, DNB 750362758.
- 25. Land of Always-Night. Street & Smith Publications, Inc. 1935, OCLC 853490127.
  - Das Höhlenreich. Pabel Doc Savage Taschenbuch #42, 1976, Übersetzer H. C. Kurtz, DNB 760305293.
- 26. The Spook Legion. Street & Smith Publications, Inc. 1935, OCLC 4816767.
  - Die unsichtbare Legion. Pabel Doc Savage Taschenbuch #8, 1973, Übersetzer Gert Königsberger, DNB 740279319.
- 27. The Secret in the Sky. Street & Smith Publications, Inc. 1935, OCLC 6955816.
  - Feuerzeichen am Himmel. Pabel Doc Savage Taschenbuch #9, 1973, Übersetzer Karl Heinz, DNB 740145045.
- 28. The Roar Devil. Street & Smith Publications, Inc. 1935, OCLC 877268009.
  - Die Höhlen des Satans. Pabel Doc Savage Taschenbuch #71, 1978, Übersetzer H. C. Kurtz, DNB 780277589.
- 29. Quest of Qui. Street & Smith Publications, Inc. 1935, OCLC 34063525.
  - Die Wikinger von Qui. Pabel Doc Savage Taschenbuch #42, 1976, Übersetzer Karl Heinz, DNB 760137463.
- 30. Spook Hole. Street & Smith Publications, Inc. 1935, OCLC 6113809.
  - Das Spuk-Loch. Pabel Doc Savage Taschenbuch #78, 1978, Übersetzer H. C. Kurtz, DNB 790109492.
- 31. The Majii. Street & Smith Publications, Inc. 1935, OCLC 6629181.
  - Die Indische Verschwörung. Pabel Doc Savage Taschenbuch #82, 1979, Übersetzer H. C. Kurtz, DNB 790226839.
- 32. Dust of Death. Street & Smith Publications, Inc. 1935, OCLC 2222217.
  - Der Inka in Grau. Pabel Doc Savage Taschenbuch #26, 1974, Übersetzer Gert Königsberger, DNB 750061278.
- 33. Murder Melody. Street & Smith Publications, Inc. 1935, OCLC 4816655.
  - Invasion aus der Tiefe . Pabel Doc Savage Taschenbuch #32, 1975, Übersetzer Karl Heinz, DNB 750323558.
- 34. The Fantasic Island. Street & Smith Publications, Inc. 1935, OCLC 504322142.
  - Insel der Sklaven. Pabel Doc Savage Taschenbuch #6, 1973, Übersetzer Fritz Moeglich und Eva Sander, DNB 740031414.
- 35. Murder Mirage. Street & Smith Publications, Inc. 1936, OCLC 7224068.
  - Der Allwissende. Pabel Doc Savage Taschenbuch #55, 1977, Übersetzer H. C. Kurtz, DNB 770139736.
- 36. Mystery Under the Sea. Street & Smith Publications, Inc. 1936 OCLC 6493708.
  - Die Stadt im Meer. Pabel Doc Savage Taschenbuch #10, 1973, Übersetzer Gert Königsberger, DNB 740155962.
- 37. The Metal Master. Street & Smith Publications, Inc. 1936, OCLC 1157592.
  - Der Metall Meister. Pabel Doc Savage Taschenbuch #84, 1979, Übersetzer H. C. Kurtz, DNB 790278650.
- 38. The Man Who Smiled No More, Street & Smith Publications, Inc. 1936, OCLC 6506640.
  - Die Armee der Leblosen. Pabel Doc Savage Taschenbuch #48, 1976, Übersetzer H. C. Kurtz, DNB 770001009.
- 39. The Seven Agate Devils. Street & Smith Publications, Inc. 1936, OCLC 6797486.
  - Die Achat-Teufel. Pabel Doc Savage Taschenbuch #85, 1979, Übersetzer H. C. Kurtz, DNB 790389584.
- 40. Haunted Ocean. Street & Smith Publications, Inc. 1936, OCLC 6459472.
  - Gefahr unter dem Eis. Pabel Doc Savage Taschenbuch #50, 1976, Übersetzer H. C. Kurtz, DNB 770001017.
- 41. The Black Spot. Street & Smith Publications, Inc. 1936, OCLC 6797472.
  - Der schwarze Tod. Pabel Doc Savage Taschenbuch #56, 1977, Übersetzer H. C. Kurtz, DNB 770195237.
- 42. The Midas Man. Street & Smith Publications, Inc. 1936, OCLC 6465179.
  - Die Gedankenmaschine. Pabel Doc Savage Taschenbuch #61, 1977, Übersetzer Karl Heinz, DNB 770415229.
- 43. Cold Death. Street & Smith Publications, Inc. 1936, OCLC 2222206.
  - Der kalte Tod. Pabel Doc Savage Taschenbuch #75, 1978, Übersetzer H. C. Kurtz, DNB 790030144.
- 44. The South Pole Terror. Street & Smith Publications, Inc. 1936, OCLC 6119181.
  - Südpol-Terror. Pabel Doc Savage Taschenbuch #37, 1975, Übersetzer Karl Heinz, DNB 750494948.
- 45. Resurrection Day. Street & Smith Publications, Inc. 1936, OCLC 6465206.
  - Die Auferstehung. Pabel Doc Savage Taschenbuch #29, 1975, Übersetzer Gert Königsberger, DNB 750258683.
- 46. The Vanisher. Street & Smith Publications, Inc. 1936, OCLC 6118695.
  - Der Todeszwerg. Pabel Doc Savage Taschenbuch #40, 1975, Übersetzer Karl Heinz, DNB 760096872.
- 47. Land of the Long Juju. Street & Smith Publications, Inc. 1937, OCLC 6494464.
  - Die Macht des Shimba. Pabel Doc Savage Taschenbuch #45, 1976, Übersetzer Karl Heinz, DNB 760339856.
- 48. The Derrick Devil. Street & Smith Publications, Inc. 1937, OCLC 7224192.
  - Das Bohrloch-Monster. Pabel Doc Savage Taschenbuch #86, 1979, Übersetzer H. C. Kurtz, DNB 790470888.
- 49. The Mental Wizard. Street & Smith Publications, Inc. 1937, OCLC 7224245.
  - Der Dschungelgott. Pabel Doc Savage Taschenbuch #47, 1976, Übersetzer H. C. Kurtz, DNB 760395691.
- 50. The Terror in the Navy. Street & Smith Publications, Inc. 1941, OCLC 79426916.
  - Terror in der Navy. Pabel Doc Savage Taschenbuch #23, 1974, Übersetzer Gert Königsberger, DNB 740562010.
- 51. Mad Eyes. Street & Smith Publications, Inc. 1937, OCLC 79426879. (mit Harold A. Davis & Laurence Donovan)
  - Die unheimlichen Augen. Pabel Doc Savage Taschenbuch #25, 1974, Übersetzer Karl Heinz, DNB 750050268.
- 52. The Land of Fear. Street & Smith Publications, Inc. 1937, OCLC 21886004.
  - Land der Angst. Pabel Doc Savage Taschenbuch #38, 1975, Übersetzer Karl Heinz, DNB 760001456.
- 53. He could Stop the World. Street & Smith Publications, Inc. 1937, OCLC 6797476.
- 54. Ost. Street & Smith Publications, Inc. 1937, OCLC 6386892.
  - Die Zauberinsel. Pabel Doc Savage Taschenbuch #72, 1978, Übersetzer H. C. Kurtz, DNB 790031485.
- 55. The Feathered Octopus. Street & Smith Publications, Inc. 1937, OCLC 2222219.
  - Die gefiederte Krake. Pabel Doc Savage Taschenbuch #43, 1976, Übersetzer H. C. Kurtz, DNB 760298491.
- 56. Repel. Street & Smith Publications, Inc. 1937, OCLC 6465542.
  - Tod aus dem Vulkan. Pabel Doc Savage Taschenbuch #46, 1976, Übersetzer Karl Heinz, DNB 760339880.
- 57. The Sea Angel. Street & Smith Publications, Inc. 1937, OCLC 6493013.
  - Das Ungeheuer aus dem Meer. Pabel Doc Savage Taschenbuch #58, 1977, Übersetzer Karl Heinz, DNB 770341780.
- 58. The Golden Peril. Street & Smith Publications, Inc. 1937, OCLC 6578902.
  - Das Gold der Mayas. Pabel Doc Savage Taschenbuch #28, 1975, Übersetzer Karl Heinz, DNB 750164980.
- 59. The Living Fire Menance. Street & Smith Publications, Inc. 1938, OCLC 7224209.
  - Die Welt der Unterirdischen. Pabel Doc Savage Taschenbuch #70, 1978, Übersetzer H. C. Kurtz, DNB 780258517.
- 60. The Mountain Monster. Street & Smith Publications, Inc. 1938, OCLC 2997289.
  - Die Todesspinne. Pabel Doc Savage Taschenbuch #66, 1977, Übersetzer Karl Heinz, DNB 780120809.
- 61. Devil on the Moon. Street & Smith Publications, Inc. 1938 OCLC 6465223.
  - Der Mann vom Mond. Pabel Doc Savage Taschenbuch #52, 1976, Übersetzer Karl Heinz, DNB 770069185.
- 62. The Pirate’s Ghost. Street & Smith Publications, Inc. 1938, OCLC 2505521.
  - Der Schatz des Piraten. Pabel Doc Savage Taschenbuch #77, 1978, Übersetzer H. C. Kurtz, DNB 790032589.
- 63. The Motion Menace. Street & Smith Publications, Inc. 1938, OCLC 6642062.
  - Die Todesstrahlen Pabel Doc Savage Taschenbuch #19, 1974, Übersetzer Gert Königsberger, DNB 740489933.
- 64.The Submarine Mystery. Street & Smith Publications, Inc. 1938, OCLC 6118749.
  - Angriff aus der Tiefe. Pabel Doc Savage Taschenbuch #76, 1978, Übersetzer H. C. Kurtz, DNB 790030136.
- 65. The Giggling Ghosts. Street & Smith Publications, Inc. 1938, OCLC 6578848.
  - Der lachende Tod. Pabel Doc Savage Taschenbuch #59, 1977, Übersetzer H. C. Kurtz, DNB 770343228.
- 66. The Munitions Master Street & Smith Publications, Inc. 1938, OCLC 1036767600.
- 67. The Red Terrors Street & Smith Publications, Inc. 1938, OCLC 1152795904.
  - Die Stadt unter dem Meer. Pabel Doc Savage Taschenbuch #60, 1977, Übersetzer H.C. Kurtz, DNB 770341608.
- 68. Fortress of Solitude. Street & Smith Publications, Inc. 1938, OCLC 6465332.
  - Die Festung der Einsamkeit. Pabel Doc Savage Taschenbuch #16, 1974, Übersetzer Karl Heinz, DNB 740604554.
- 69. The Green Death. Street & Smith Publications, Inc. 1938, OCLC 6660214.
  - Die Grünen Mumien. Pabel Doc Savage Taschenbuch #57, 1971, Übersetzer Karl Heinz, DNB 770244467.
- 70. The Devil Genghis. Street & Smith Publications, Inc. 1938, OCLC 13428833.
  - Die Geißel des Dschingis Khan. Pabel Doc Savage Taschenbuch #81, 1979, Übersetzer H. C. Kurtz, DNB 790175401.
- 71. Mad Mesa. Street & Smith Publications, Inc. 1939 OCLC 6660230.
  - Stausee des Todes. Pabel Doc Savage Taschenbuch #54, 1977, Übersetzer Karl Heinz, DNB 201049333.
- 72. The Yellow Cloud. Street & Smith Publications, Inc. 1939, OCLC 6119162.
  - Die gelbe Wolke. Pabel Doc Savage Taschenbuch #35, 1975, Übersetzer H. C. Kurtz, DNB 750455489.
- 73. The Freckled Shark. Street & Smith Publications, Inc. 1939 OCLC 6797493.
  - Der gefleckte Hai. Pabel Doc Savage Taschenbuch #51, 1976, Übersetzer Karl Heinz, DNB 770023541.
- 74. World's Fair Goblin. Street & Smith Publications, Inc. 1939 OCLC 79426923.
  - Das Monster auf der Kuppel. Pabel Doc Savage Taschenbuch #49, 1976, Übersetzer H. C. Kurtz, DNB 770000991.
- 75. The Gold Ogre. Street & Smith Publications, Inc. 1939, OCLC 6465503.
  - Die Höhlenmänner von Crescent City. Pabel Doc Savage Taschenbuch #69, 1978, Übersetzer H. C. Kurtz, DNB 780219570.
- 76. The Flaming Falcons. Street & Smith Publications, Inc. 1939, OCLC 6493733.
  - Die Blutfalken. Pabel Doc Savage Taschenbuch #33, 1975, Übersetzer K. H. Poppe, DNB 750357894.
- 77. Merchants of Disaster. Street & Smith Publications, Inc. 1939, OCLC 79426887.
  - Der teuflische Tod. Pabel Doc Savage Taschenbuch #89, 1978, Übersetzer H. C. Kurtz, DNB 800198468.
- 78. The Crimson Serpent. Street & Smith Publications, Inc. 1939, OCLC 20413996.
  - Die rote Schlange. Pabel Doc Savage Taschenbuch #80, 1974, Übersetzer Günther Hehlmann, DNB 790162180.
- 79. Poison Island. Street & Smith Publications, Inc. 1939, OCLC 6660175.
  - Die Giftinsel. Pabel Doc Savage Taschenbuch #67, 1978, Übersetzer H. C. Kurtz, DNB 780120647.
- 80. The Stone Man. Street & Smith Publications, Inc. 1939, OCLC 6133344.
  - Das geheimnisvolle Tal  Pabel Doc Savage Taschenbuch #68, 1978, Übersetzer H. C. Kurtz, DNB 780194802.
- 81. Hex. Street & Smith Publications, Inc. 1939, OCLC 6465354.
  - Hannah, die Hexe. Pabel Doc Savage Taschenbuch #30, 1975, Übersetzer Karl Heinz, DNB 750321717.
- 82. The Dagger in the Sky. Street & Smith Publications, Inc. 1939, OCLC 6465321.
  - Der flammende Dolch. Pabel Doc Savage Taschenbuch #34, 1975, Übersetzer Karl Heinz, DNB 750438320.
- 83. The Other World. Street & Smith Publications, Inc. 1940, OCLC 2222212.
  - In einer anderen Welt. Pabel Doc Savage Taschenbuch #79, 1978, Übersetzer H. C. Kurtz, DNB 790162199.
- 84. The Angry Ghost. Street & Smith Publications, Inc. 1940, OCLC 3498831.
  - Angriff aus dem Dunkel. Pabel Doc Savage Taschenbuch #65, 1977, Übersetzer Karl Heinz, DNB 780105672.
- 85. The Spotted Men. Street & Smith Publications, Inc. 1940, OCLC 3024765.
  - Der Maskenmann. Pabel Doc Savage Taschenbuch #64, 1977, Übersetzer H. C. Kurtz, DNB 780061756.
- 86. The Evil Gnome. Street & Smith Publications, Inc. 1940, OCLC 3018885.
  - Der teuflische Plan. Pabel Doc Savage Taschenbuch #74, 1978, Übersetzer H. C. Kurtz, DNB 790030152.
- 87. The Boss of Terror. Street & Smith Publications, Inc. 1940, OCLC 2997251.
  - Der Boss des Schreckens. Pabel Doc Savage Taschenbuch #63, 1977, Übersetzer H. C. Kurtz, DNB 770459420.
- 88. The Awful Egg. Street & Smith Publications, Inc. 1940, OCLC 5453468.
  - Das Höhlenmonster. Pabel Doc Savage Taschenbuch #83, 1979, Übersetzer H. C. Kurtz, DNB 790257939.
- 89. The Flying Goblin. Street & Smith Publications, Inc. 1940, OCLC 1057113601.
  - Der fliegende Tod. Pabel Doc Savage Taschenbuch #73, 1977, Übersetzer H. C. Kurtz, DNB 790030160.
- 90. Tunnel Terror. Street & Smith Publications, Inc. 1940, OCLC 1057102029.
  - Der Todestunnel. Pabel Doc Savage Taschenbuch #89, 1969, Übersetzer H. C. Kurtz, DNB 800163524.
- 91. The Purple Dragon. Street & Smith Publications, Inc. 1940, OCLC 8516242.
  - Der purpurne Drache. Pabel Doc Savage Taschenbuch #87, 1979, Übersetzer H. C. Kurtz, DNB 790453622.
- 94. The Men Vanished. Street & Smith Publications, Inc. 1940, OCLC 19560887.
- 97. The All-White Elf. Street & Smith Publications, Inc. 1941, OCLC 14117074.
- 98. The Golden Man. Street & Smith Publications, Inc. 1941, OCLC 12820242.
- 99. The Pink Lady. Street & Smith Publications, Inc. 1941, OCLC 19675391.
- 101. The Green Eagle. Street & Smith Publications, Inc. 1941, OCLC 2222208.
  - Der grüne Adler. Pabel Doc Savage Taschenbuch #21, 1974, Übersetzer Gert Königsberger, DNB 750113804.
- 102. Mystery Island. Street & Smith Publications, Inc. 1941, OCLC 17258016.
- 104. Birds of Death. Street & Smith Publications, Inc. 1941, OCLC 120309575.
- 105. The Invisible-Box Murders. Street & Smith Publications, Inc. 1941, OCLC 20309575.
- 106. Peril in the North. Street & Smith Publications, Inc. 1941, OCLC 12820242.
- 108. Men of Fear. Street & Smith Publications, Inc. 1942, OCLC 17258016.
- 109. The Two-Wise Owl. Street & Smith Publications, Inc. 1942, OCLC 20651527.
- 110. The Magic Forest. Street & Smith Publications, Inc. 1942, OCLC 18285147. (mit William G. Bogart)
- 111. Pirate Isle. Street & Smith Publications, Inc. 1942, OCLC 12820192.
- 112. The Speaking Stone. Street & Smith Publications, Inc. 1942, OCLC 12820192.
- 113. The Man Who Fell Up. Street & Smith Publications, Inc. 1942, OCLC 10160822.
- 114. The Three Wild Men. Street & Smith Publications, Inc. 1942, OCLC 11565014.
- 115. The Fiery Menace. Street & Smith Publications, Inc. 1942, OCLC 11565014.
- 116. The Laugh of Death. Street & Smith Publications, Inc. 1942, OCLC 11565065.
- 117. They Died Twice. Street & Smith Publications, Inc. 1942, OCLC 8204495.
- 118. The Devil's Black Rock. Street & Smith Publications, Inc. 1942, OCLC 20651527.
- 119. The Time Terror. Street & Smith Publications, Inc. 1943, OCLC 8163799.
- 120. Waves of Death. Street & Smith Publications, Inc. 1943, OCLC 20651527.
- 121. The Black, Black Witch. Street & Smith Publications, Inc. 1943, OCLC 11790298.
- 122. The King of Terror. Street & Smith Publications, Inc. 1943, OCLC 11565065.
- 123. The Talking Devil. Street & Smith Publications, Inc. 1943, OCLC 10197023.
- 124. The Running Skeletons. Street & Smith Publications, Inc. 1943, OCLC 14117074.
- 125. Mystery on Happy Bones. Street & Smith Publications, Inc. 1943, OCLC 5704607.
- 126. The Mental Monster. Street & Smith Publications, Inc. 1943, OCLC 19675391.
- 127. Hell Below. Street & Smith Publications, Inc. 1943, OCLC 9399466.
- 128. The Goblins. Street & Smith Publications, Inc. 1943, OCLC 12861272.
- 129. The Secret of the Su. Street & Smith Publications, Inc. 1943, OCLC 12861272.
- 130. The Spook of Grandpa Eben. Street & Smith Publications, Inc. 1943, OCLC 15962675.
- 131. According to Plan of a One-Eyed Mystic. Street & Smith Publications, Inc. 1944, OCLC 10160822.
- 132. Death Had Yellow Eyes. Street & Smith Publications, Inc. 1944, OCLC 9981158.
- 133. The Derelict of Skull Shoal. Street & Smith Publications, Inc. 1944, OCLC 22530361.
- 134. The Whisker of Hercules. Street & Smith Publications, Inc. 1944, OCLC 8864215.
- 135. The Three Devils. Street & Smith Publications, Inc. 1944, OCLC 15962675.
- 136. The Pharaoh's Ghost. Street & Smith Publications, Inc. 1943, OCLC 8163799.
- 137. The Man Who Was Scared. Street & Smith Publications, Inc. 1944, OCLC 8864215.
- 138. The Shape of Terror. Street & Smith Publications, Inc. 1944, OCLC 9981158.
- 139. Weird Valley. Street & Smith Publications, Inc. 1944, OCLC 19675391.
- 140. Jiu San. Street & Smith Publications, Inc. 1944, OCLC 11790298.
- 141. Satan Black. Street & Smith Publications, Inc. 1944, OCLC 6933300.
- 142. The Lost Giant. Street & Smith Publications, Inc. 1944, OCLC 9399466.
- 143. Violent Night. Street & Smith Publications, Inc. 1945, OCLC 6258158.
- 144. Strange Fish. Street & Smith Publications, Inc. 1945, OCLC 15962675.
- 145. The Ten Ton Snakes. Street & Smith Publications, Inc. 1945, OCLC 10197023.
- 146. Cargo Unknown. Street & Smith Publications, Inc. 1945, OCLC 6933300.
- 147. Rock Sinister. Street & Smith Publications, Inc. 1945, OCLC 17258016.
- 148. The Terrible Stork. Street & Smith Publications, Inc. 1945, OCLC 19560887.
- 149. King Joe Cay. Street & Smith Publications, Inc. 1945, OCLC 15162300.
- 150. The Wee Ones. Street & Smith Publications, Inc. 1945, OCLC 20309575.
- 151. Terror Takes 7. Street & Smith Publications, Inc. 1945, OCLC 20309575.
- 152. The Thing That Pursued. Street & Smith Publications, Inc. 1945, OCLC 15162300.
- 153. Trouble on Parade. Street & Smith Publications, Inc. 1945, OCLC 19675391.
- 154. The Screaming Man. Street & Smith Publications, Inc. 1945, OCLC 8204495.
- 155. Measures for a Coffin. Street & Smith Publications, Inc. 1945, OCLC 15962675.
- 156. Se-Pah-Poo. Street & Smith Publications, Inc. 1946, OCLC 21051087.
- 157. Terror and the Lonely Widow. Street & Smith Publications, Inc. 1946, OCLC 20651527.
- 158. Five Fathoms Dead. Street & Smith Publications, Inc. 1946, OCLC 19560887.
- 159. Death is a Round Black Spot. Street & Smith Publications, Inc. 1946, OCLC 21051087.
- 160. Colors For Murder. Street & Smith Publications, Inc. 1946, OCLC 21051087.
- 161. Fire and Ice. Street & Smith Publications, Inc. 1946, OCLC 18285147. (mit William G. Bogart)
- 162. Three Times a Corpse. Street & Smith Publications, Inc. 1946, OCLC 21051087.
- 163. The Exploding Lake. Street & Smith Publications, Inc. 1946, OCLC 21879259.
- 164. Death in Little Houses. Street & Smith Publications, Inc. 1946, OCLC 21879259.
- 165. The Devil is Jones. Street & Smith Publications, Inc. 1946, OCLC 21051087.
- 169. Danger Lies East. Street & Smith Publications, Inc. 1947, OCLC 19560887.
- 170. No Light to Die By. Street & Smith Publications, Inc. 1947, OCLC 17719563.
- 171. The Monkey Suit. Street & Smith Publications, Inc. 1947, OCLC 17719563.
- 172. Let's Kill Ames. Street & Smith Publications, Inc. 1947, OCLC 17719563.
- 173. Once Over Lightly. Street & Smith Publications, Inc. 1947, OCLC 17719563.
- 174. I Died Yesterday. Street & Smith Publications, Inc. 1948, OCLC 17719563
- 175. The Pure Evil. Street & Smith Publications, Inc. 1948, OCLC 17258016.
- 176. Terror Wears No Shoes. Street & Smith Publications, Inc. 1948, OCLC 22530361. (Kurzgeschichte)
- 177. The Angry Canary. Street & Smith Publications, Inc. 1948, OCLC 14117074.
- 178. The Swooning Lady. Street & Smith Publications, Inc. 1948, OCLC 14117074.
- 179. The Green Master. Street & Smith Publications, Inc. 1949, OCLC 22530361. (Kurzgeschichte)
- 180. Return from Cormoral. Street & Smith Publications, Inc. 1949, OCLC 22530361. (Kurzgeschichte)
- 181. Up From Earth's Center. Street & Smith Publications, Inc. 1949, OCLC 22530361. (Kurzgeschichte)
- The Devil's Playground. Bantam Books 1983, ISBN 0-553-23016-6.
  - Tomahawk des Teufels. 1974 (mit Alan Hathway)
- The Red Spider. Bantam Books 1979, ISBN 0-553-12787-X.
- 184. Python Isle. Bantam Falcon 1991, ISBN 0-553-29357-5. (mit Will Murray)
- 185. White Eyes. Bantam Falcon 1992, ISBN 0-553-29561-6. (mit Will Murray)
- 186. The Frightened Fish. Bantam Falcon 1992, ISBN 0-553-29748-1. (mit Will Murray)
- 187. The Jade Ogre. Bantam Falcon 1992, ISBN 0-553-29553-5. (mit Will Murray)
- 188. Flight Into Fear. Bantam Falcon 1993, ISBN 0-553-29552-7. (mit Will Murray)
- 189. The Whistling Wraith. Bantam Falcon 1993, ISBN 0-553-29554-3. (mit Will Murray)
- 190. The Forgotten Realm. Bantam Spectra 1993, ISBN 0-553-29555-1. (mit Will Murray)
  - Das vergessene Imperium. Der Romankiosk, 2020, Übersetzer: Frank Schmitt und Alfons Winkelmann, ISBN 978-3-7529-6226-0.

### The Wild Adventures of Doc Savage
- Horror in Gold. Altus Press 2011, ISBN 978-1-61827-023-8.
  - Das Gold des Grauens. Der Romankiosk, 2020, Übersetzer: Roland Heller, ISBN 978-3-7529-3949-1.
- Skull Island. Altus Press 2013, ISBN 978-1-61827-117-4.
  - Die Schädelinsel. Der Romankiosk, 2021, Übersetzer: Stefan Hensch, ISBN 978-3-7531-5813-6.
- The Desert Demons. Altus Press 2011, ISBN 978-1-61827-005-4.
- The Infernal Buddha. Altus Press 2012, ISBN 978-1-61827-059-7.
  - Der teuflische Buddha. Der Romankiosk, 2019, Übersetzer: Alfons Winkelmann, ISBN 978-3-7502-4340-8.
- Death's Dark Domain. Altus Press 2012, ISBN 978-1-61827-082-5.
- The Miracle Menace. Altus Press 2013, ISBN 978-1-61827-132-7.
- Phantom Lagoon. Altus Press 2013, ISBN 978-1-61827-134-1.
- The War Makers. Altus Press 2014, ISBN 978-1-61827-149-5.
- The Ice Genius. Altus Press 2014, ISBN 978-1-61827-172-3.
- The Sinister Shadow. Altus Press 2015, ISBN 978-1-61827-198-3.
- Glare of the Gorgon. Altus Press 2016, ISBN 978-1-61827-238-6.
- Empire of Doom. Altus Press 2017, ISBN 978-1-61827-285-0.
- Mr. Calamity. Altus Press 2018, ISBN 978-1-61827-318-5.
- The Valley of Eternity. Altus Press 2018, ISBN 978-1-61827-318-5.